# Omicron2 Centauri
Omicron2 Centauri (ο2 Cen, ο2 Centauri) é uma estrela na constelação de Centaurus. Tem uma magnitude aparente visual de 5,14, sendo visível a olho nu em locais com pouca poluição luminosa. Está muito distante da Terra para ter sua distância medida com precisão; as medições de paralaxe da sonda Gaia indicam que está a aproximadamente 7 000 anos-luz (2100 parsecs) da Terra, mas com a alta incerteza esse valor pode ser de 6 100 até 8 300 anos-luz (1 900 a 2 500 pc). A essa distância, sua magnitude é diminuída em 1,22 devido à extinção causada por gás e poeira no meio interestelar.
Omicron2 Centauri é uma estrela supergigante luminosa de classe A com um tipo espectral de A2Ia e temperatura efetiva de 9 080 K. É uma estrela muito brilhante, com uma magnitude absoluta de -7,5 e luminosidade equivalente a 100 mil vezes a luminosidade solar. Possui massa 18 vezes superior à solar e raio de 131 raios solares. Está girando com uma velocidade de rotação projetada de 50 km/s, levando não mais que 132 dias para completar uma rotação. É uma estrela variável do tipo Alpha Cygni, variando sua magnitude aparente entre 5,12 e 5,22 com períodos de 14 a 46 dias.
Omicron2 Centauri forma uma estrela dupla visível a olho nu com Omicron1 Centauri, uma outra supergigante de quinta magnitude, separada por 4,6 minutos de arco na esfera celeste.